# EOKA
Die EOKA (griechisch Εθνική Οργάνωσις Κυπρίων Αγωνιστών Ethniki Organosis Kyprion Agoniston, deutsch ‚Nationale Organisation zypriotischer Kämpfer‘) war eine griechisch-zypriotische militärische Widerstandsorganisation, die sich in der zweiten Hälfte der 1950er Jahre vornehmlich für eine Unabhängigkeit der Kronkolonie Britisch-Zypern von Großbritannien einsetzte.

## Geschichte
Die Gründung der EOKA ging auf Initiative von Georgios Grivas zurück, seine Pläne stießen jedoch auf Widerstand von Präsident Makarios III. Grivas setzte sich für einen Anschluss der Insel an Griechenland (Enosis) ein, Schwerpunkt der EOKA-Aktivitäten war jedoch die Unabhängigkeit der Insel vom Vereinigten Königreich. Großbritanniens konservative Regierung hatte Anfang der 1950er Jahre beschlossen, seine Militärstützpunkte aus dem Sues-Gebiet nach Zypern zu verlegen, so dass dort eine starke britische Militärpräsenz entstanden war.
Die EOKA beging am 1. April 1955 mehrere Bombenattentate gegen Regierungsgebäude, Polizeistützpunkte, Nachrichtenverbindungen und Militäreinrichtungen der Briten auf Zypern. Damit begann die EOKA eine gewalttätige Kampagne mit dem Ziel, die Vereinigung Zyperns mit Griechenland durch Gewalt durchzusetzen. Die Mehrheit der Bevölkerung distanzierte sich von den Methoden der Organisation, jedoch teilte sie das Ziel, die britische Oberhoheit abzuschütteln. Die EOKA unterwanderte dabei Teile des griechischen Personals der von den Briten aufgestellten einheimischen Polizei. Ebenso organisierte die EOKA Demonstrationen meist jugendlicher Teilnehmer in der Hoffnung, eine Eskalation der Gewalt herbeizuführen.
Im Konflikt mit der EOKA stand auch die kommunistische Partei Zyperns AKEL, die der Unabhängigkeitsbewegung eine linke Ausrichtung geben wollte und auf Massenstreiks und Demonstrationen setzen wollte. Die kommunistische Partei Griechenlands enthüllte den realen Namen des EOKA-Führers Georgios Grivas und verbreitete die Meldung über osteuropäische Rundfunkanstalten. Daraufhin behaupteten britische Stellen, von Anfang an über Georgios Grivas Bescheid gewusst, ihn aber wegen seiner Morde an griechisch-zypriotischen Kommunisten nicht inhaftiert zu haben.
Die Kolonialherren akquirierten gezielt türkisch-zyprische „Spezialpolizisten“, um sie in harten Maßnahmen gegen Zyperngriechen und gegen Sympathisanten der EOKA einzusetzen. Diese Maßnahme trieb einen Keil zwischen die beiden Gemeinschaften auf Zypern und stärkte den griechisch-nationalistischen Flügel innerhalb der EOKA. Tatsächlich hatte es bis zu diesem Zeitpunkt keinen Zwischenfall zwischen den beiden Gemeinschaften gegeben.
Die britische Administration veröffentlichte Meldungen, die zu einem Konflikt zwischen den beiden Volksgruppen führten, und versorgte radikale Kräfte mit Namen und Aufenthaltsorten der vermeintlich gegnerischen Seite. Die Politik stand in der Tradition des „Teile und Herrsche“. Sie setzte über 30.000 britische Soldaten zur Bekämpfung der EOKA ein, von denen 104 im Konflikt getötet wurden. Die Insel stand im Sommer 1958 am Rande eines Bürgerkriegs, als die türkischen Zyprioten sich vermehrt gegen die griechischen Zyprioten wandten. Die EOKA-Kämpfer richteten ihre Angriffe gegen sowohl griechische als auch türkische Zyprioten, die die britische Präsenz unterstützten oder darüber hinaus Namen und Verstecke ihrer Mitglieder verrieten. Die türkischen Zyprioten hatten sich in Teilen in der Organisation T.M.T – TAKSIM – Abteilung Zypern konstituiert, die ihrerseits gegen die griechische Gemeinschaft vorging.
Nachdem die Zürcher und Londoner Abkommen die Gründung der Republik Zypern möglich gemacht hatten, sahen die meisten Anhänger und Sympathisanten die Ziele der EOKA als erreicht an. Die EOKA wurde offiziell am 9. März 1959 aufgelöst.

## Die radikale Abspaltung: EOKA-B
Während die EOKA (1955–59) bei der Mehrheit der griechischen Zyprioten als antikoloniale Freiheitskämpfer in Ansehen stand, fand die EOKA-B (griechisch ΕΟΚΑ Β' sprich: EOKA-Vita) nicht die gleiche überwältigende Unterstützung. Die griechisch-zypriotische Bevölkerung war durch die unübersehbare Verstrickung der EOKA-B mit der unpopulären griechischen Junta skeptisch, und nach elf Jahren Unabhängigkeit kühlte das Enosis-Gefühl ab, unter anderem durch die neutrale Führung der unabhängigen Republik durch Makarios. Die Popularität der EOKA-B erreichte einen weiteren Tiefpunkt nach Angriffen auf griechisch-zypriotische Sozialisten und Unabhängigkeitskämpfer sowie dem Mord am Regierungsminister Polykarpos Georkatzis und einem missglückten Attentat auf Makarios selbst.
Als Grivas im Januar 1974 an einem Herzinfarkt gestorben war, geriet die neue Führung der EOKA-B zunehmend unter direkten Machteinfluss der Athener Militärjunta. Am 15. Juli 1974 begann die EOKA-B – unter Zustimmung des griechischen Diktators Dimitrios Ioannidis und mit Hilfe der Zyprischen Nationalgarde – einen Militärputsch, stürzte Makarios und machte Nikos Sampson zum Präsidenten von Zypern. Diese Aktion wurde Auslöser der türkischen Militärinvasion am 20. Juli, die zur fortwährenden türkischen Besetzung von über einem Drittel des Inselgebietes führte.

## Gedenken und Aufarbeitung
Lange Zeit wurde besonders von politisch Linken auf Zypern die EOKA als rechte Organisation gesehen, die eigene Bestrebungen durchkreuzt hätte. Heute wird die EOKA (nicht jedoch die EOKA-B) als entscheidender Beitrag zur Unabhängigkeit der Republik gesehen, die jedoch auch mit Gewalt bezahlt wurde.
Zahlreiche Verstecke und Gegenstände der EOKA sind bis heute erhalten und museal aufgearbeitet. Die wichtigsten Stätten sind das Museum of National Struggle (fälschlicherweise oft als EOKA-Museum bezeichnet) in Nikosia und das EOKA-Museum in Paphos.